# سارا إيفانز
سارا إيفانز (بالإنجليزية: Sara Lynn Evans )‏ (و. 1971  م) هي مغنية مؤلفة، ومغنية، وملحنة، وممثلة أمريكية، ولدت في بونفيل، ميزوري، الحزب الجمهوري، بدأت مشوارها المهني سنة 1992.

## وصلات خارجية
- سارا إيفانز على موقع IMDb (الإنجليزية)
- سارا إيفانز على موقع ميوزك برينز (الإنجليزية)
- سارا إيفانز على موقع إن إن دي بي (الإنجليزية)
- سارا إيفانز على موقع أول ميوزيك (الإنجليزية)
- سارا إيفانز على موقع ديسكوغز (الإنجليزية)
- سارا إيفانز على موقع قاعدة بيانات الفيلم (الإنجليزية)
- سارا إيفانز في قاعدة بيانات الأفلام على الإنترنت